# Xanthaangom

Xanthaangom is een gom die veel gebruikt wordt als verdikkingsmiddel in voedsel om een hogere viscositeit te krijgen. 
Naast het gebruik als verdikkingsmiddel wordt het ook gebruikt als stabilisator, emulgator, het binden van toegevoegd water en als vervanger van gluten. Behalve in de voedselindustrie wordt xanthaangom ook gebruikt in cosmetica. Verder wordt het in de olie-industrie gebruikt om de viscositeit te verhogen van water dat in boorgaten wordt gepompt om meer aardolie uit een olieveld te halen. Door de gecontroleerde omstandigheden waaronder xanthaan wordt gemaakt is de kwaliteit veel regelmatiger dan die van bijvoorbeeld Arabische gom. 
Xanthaangom ontstaat door bacteriële fermentatie met behulp van de bacterie Xanthomonas campestris uit suiker en melasse. De bacterie Xanthomonas campestris pv. campestris staat in de plantenwereld bekend als veroorzaker van zwartnervigheid bij sluitkool. Het E-nummer van xanthaangom is E415 en de gom is geaccepteerd als veilige voedseltoevoeging in Europa en Amerika.
Xanthaangom wordt nog niet zo lang gebruikt als bijvoorbeeld Arabische gom, maar door de hoge stabiliteit voor de pH en temperatuur en door het beter kunnen controleren van het productieproces wordt het tegenwoordig veel toegepast. Xanthaangom kan al bij een kleine hoeveelheid (ongeveer 1%) een grote verhoging van de viscositeit van een vloeistof veroorzaken en wordt minder viskeus wanneer er een grotere kracht op wordt uitgeoefend (thixotropie).